# Усугумо (1928)
Усугумо (Usugumo, яп. 薄雲) — ескадрений міноносець Імперського флоту Японії, який брав участь у Другій світовій війні.
Корабель, який став сьомим серед есмінців типу «Фубукі», спорудили 1928 року на верфі Ishikawajima в Токіо.
Напередодні вступу Японії до Другої світової війни «Усугумо» належав до 12-ї дивізії ескадрених міноносців. Втім, 15 серпня 1940-го есмінець зазнав серйозних пошкоджень, підірвавшись на міні біля узбережжя Південного Китаю, після чого до літа 1942-го проходив ремонт у Майдзуру, а тому не зміг взяти участь у бойових діях початкового періоду (12-та дивізія діяла у Південно-Східній Азії, а на початку березня 1942-го була розформована).
З 20 липня 1942-го «Усугумо» підпорядкували П'ятому флоту, який відповідав за операції в північній зоні (Алеутські та Курильські острови, Хоккайдо, Сахалін). 5—6 серпня есмінець пройшов до Омінато (важлива база ВМФ на північному завершенні Хонсю), після чого взявся за патрульно-ескортну службу, супроводжуючи конвої до Парамуширу і Шумшу та назад.
14—15 жовтня 1942-го «Усугумо» супроводив переобладнаний гідроавіаносець «Кімікава-Мару» з Омінато до Йокосуки, а 21 жовтня вирушив з ним у транспортний рейс до Киски та Атту (зайняті японцями влітку 1942-го острови на заході Алеутів), з якого кораблі прибули 13 листопада до Парамуширу. В наступні місяці «Усугумо» здійснив низку виходів з Парамуширу до Алеутських островів, зокрема виконав транспортні рейси до Атту (6—9 грудня 1942, 28—31 січня 1943) та супроводжував конвої до Киски (23—30 грудня 1942, 11—27 січня 1943).
З 10 по 26 лютого 1943-го «Усугумо» пройшов ремонт у Куре, а 28 лютого прибув до Омінато й відновив патрульно-ескортну службу. З 7 по 13 березня «Усугумо» разом зі ще 5 есмінцями супроводжували 2 важкі та 2 легкі крейсери, які прикривали легкий крейсер та два транспорти, що 10 березня доставили припаси на Атту. 23 березня «Усугумо» вийшов з Парамуширу для супроводу тихохідного транспорту «Санко-Мару», разом з ним становлячи першу групу конвою, що мав за пункт призначення Атту. 26 березня друга та третя групи конвою зустрілись із американським з'єднанням та провели з ним безрезультатний бій біля Командорських островів, у якому «Усугумо» не брав участі. У підсумку транспортна операція була скасована і 28 березня кораблі повернулись на Парамушир. 2 та 8 квітня «Усугумо» пробував вийти у транспортні рейси з Парамуширу до Атту, проте їх довелось скасувати через погану погоду.
З 16 квітня по 10 травня 1943-го есмінець пройшов у Омінато черговий ремонт. 11 травня американці розпочали операцію взяття Атту під контроль, після чого 12 травня «Усугумо» вийшов з Омінато для зустрічі з важким крейсером «Мая» (до того перебував на Шумшу). Втім, для висадки на Атту залучили великі сили й 15 травня крейсер у супроводі «Усугумо» повернувся на Курили до Парамуширу.  
У липні 1943-го «Усугумо» залучили до операції з евакуації гарнізону Киски. З 7 по 17 липня призначений для цього загін (який в цілому нараховував 2 легкі крейсери та 11 есмінців) перебував у морі, проте не зміг виконати завдання через погану погоду. У період з 22 по 31 липня відбулась друга спроба того ж загону (втім, один з есмінців довелось відіслати з півдороги на Парамушир через зіткнення). Цього разу 29 липня вдалось зняти з Киски гарнізон і доставити його на Курильські острови, причому «Усугумо» прийняв на борт майже п'ять сотень бійців.
З 25 листопада 1943 по 1 лютого 1944 «Усугумо» пройшов ремонт у Куре, під час якого, зокрема, з корабля зняли одну установку головного калібру та додали три строєні й одну спарену установки 25-мм зенітних автоматів. 7—9 лютого 1944-го есмінець супроводив важкий крейсер «Наті» з Токійської затоки до Омінато, після чого повернувся до патрульно-ескортної служби у північній зоні (відомо, що навесні він супроводжував конвої до островів Мацува та Уруп). З кінця травня по кінець червня 1944-го «Усугумо» пройшов ремонт і модернізацію в Омінато та Куре.
2 липня 1944-го «Усугумо» вийшов з порту Отару (обернене до Японського моря узбережжя острова Хоккайдо) для супроводу на Курильські острови конвою KI-504. 5 (за іншими даними — 7) липня в південній частині Охотського моря, за дві з половиною сотні кілометрів на північний захід від Урупа, есмінець був торпедований та потоплений американським підводним човном «Скейт», який випустив по ньому три торпеди й досягнув двох влучань. Загинуло 267 осіб, що перебували на борту, ще 49 вдалось урятувати.